# 夏樹靜子
夏樹靜子（日语：夏樹 静子，1938年12月21日—2016年3月19日），本名出光靜子，是日本著名推理小說作家，曾用筆名「五十嵐靜子」及「夏樹忍」。婚前姓五十嵐。

## 生平
夏樹靜子畢業於慶應義塾大學英文系，大學時期已經寫作推理小說，曾以《我通過死亡》投稿江戶川亂步獎。畢業後，夏樹靜子結婚，停止了推理小說的寫作。至1969年，夏樹靜子才憑《天使已消失》再次挑戰江戶川亂步獎，但在最終輪選中敗於森村誠一的《高層的死角》。1973年，她憑《蒸發》獲得日本推理作家協會獎，同年還有森村誠一憑《腐蝕的構造》獲獎。1982年，夏樹推出《W的悲劇》，此作品多次被改編成電視劇及電影。
2007年，她又獲得日本推理文學大獎（日本ミステリー文学賞）。
2016年3月19日因心臟衰竭病逝，享壽77歲。

## 家族
兄長為小説家五十嵐均（五十嵐 均、本名：五十嵐鋼三、1937年 - ）。丈夫為新出光會長出光芳秀（出光 芳秀、1937年4月26日 - ），是日本石油企業出光興產創辦人出光佐三之外甥。長男是演員出光秀一郎。

## 小說

### 系列作
律師朝吹里矢子系列
- 霧的印記（霧の証言）

檢察官霞夕子系列
- 午夜的賀電（夜更けの祝電）

### 非系列作
長篇
- 1970年代
  - 天使已消失（天使が消えていく）
  - 蒸發
  - 喪失
  - 黑白的旅途（黒白の旅路）
  - 目擊
  - 霧冰
  - 光之崖（光る崖）
  - 遙遠的約定（遠い約束）
  - 第三個女人（第三の女）
  - 遙遠的坡道（遥かな坂）
- 1980年代
  - 風之扉（風の扉）
  - 逝去的影子（遠ざかる影）
  - W的悲劇（Wの悲劇）
  - 碧之墓誌銘（碧の墓碑銘）
  - 紅色陽炎（紅い陽炎）
  - 殺意
  - 國境之女（国境の女）
  - 午後二時的訃聞（訃報は午後二時に届く）
  - 旅人的迷路（旅人たちの迷路）
  - M的悲劇（Mの悲劇）
  - －後改名為
  - 孤獨的球道（孤独のフェアウェイ）
  - 來自死亡谷的女人（死の谷から来た女）
  - 雲上的殺意/從雲間贈來的死（雲から贈る死）
  - 有人不見了（そして誰かいなくなった）
  - 消失於東京車站（東京駅で消えた）
  - C的悲劇（Cの悲劇）
  - 祕密之絆（秘めた絆）
- 1990年代
  - 鑽石頭山的彩虹（ダイアモンドヘッドの虹）
  - 霧的對面（霧の向こう側）
  - 女演員X―伊澤蘭奢的一生（女優X―伊沢蘭奢の生涯）
  - 雙重生活（デュアル・ライフ）
  - 克羅采奏鳴曲（クロイツェル・ソナタ）
  - 茉莉子（茉莉子）
- 2000年代
  - 量刑
  - 看不見的臉（見えない貌）
  - 掌心的筆記（てのひらのメモ）

短篇集
- 玻璃的羈絆（ガラスの絆）
- 砂之殺機（砂の殺意）
- 床上的陌生人（ベッドの中の他人）
- 影鎖
- 77班機事件幕後案（77便に何が起きたか）
- 重婚
- 紐約不夜城（ビッグアップルは眠らない）
- 沒搭上車的女人（乗り遅れた女）

## 外部資料
- 痛み 私の物語（7）「絶食療法」ストレス解消 …作家・夏樹静子さん （页面存档备份，存于） - yomiDr.インタビュー（動画あり）